# Salles-de-Barbezieux
Salles-de-Barbezieux és un municipi francès situat al departament del Charente i a la regió de la Nova Aquitània. L'any 2007 tenia 426 habitants.

## Demografia

### Població
El 2007 la població de fet de Salles-de-Barbezieux era de 426 persones. Hi havia 171 famílies de les quals 47 eren unipersonals (12 homes vivint sols i 35 dones vivint soles), 66 parelles sense fills, 54 parelles amb fills i 4 famílies monoparentals amb fills.
La població ha evolucionat segons el següent gràfic:
Habitants censats

### Habitatges
El 2007 hi havia 185 habitatges, 170 eren l'habitatge principal de la família, 9 eren segones residències i 6 estaven desocupats. 182 eren cases i 3 eren apartaments. Dels 170 habitatges principals, 139 estaven ocupats pels seus propietaris, 22 estaven llogats i ocupats pels llogaters i 9 estaven cedits a títol gratuït; 2 tenien una cambra, 6 en tenien dues, 14 en tenien tres, 50 en tenien quatre i 98 en tenien cinc o més. 157 habitatges disposaven pel capbaix d'una plaça de pàrquing. A 79 habitatges hi havia un automòbil i a 84 n'hi havia dos o més.

### Piràmide de població
La piràmide de població per edats i sexe el 2009 era:
| Homes | Edats   | Dones |
| ----- | ------- | ----- |
| 0     | 95 o +  | 0     |
| 0     | 90 a 94 | 0     |
| 4     | 85 a 89 | 8     |
| 8     | 80 a 84 | 0     |
| 4     | 75 a 79 | 12    |
| 4     | 70 a 74 | 12    |
| 8     | 65 a 69 | 8     |
| 4     | 60 a 64 | 4     |
| 12    | 55 a 59 | 12    |
| 4     | 50 a 54 | 12    |
| 28    | 45 a 49 | 12    |
| 16    | 40 a 44 | 36    |
| 8     | 35 a 39 | 16    |
| 12    | 30 a 34 | 4     |
| 4     | 25 a 29 | 4     |
| 24    | 20 a 24 | 4     |
| 24    | 15 a 19 | 20    |
| 16    | 10 a 14 | 24    |
| 0     | 5 a 9   | 0     |
| 0     | 0 a 4   | 0     |

## Economia
El 2007 la població en edat de treballar era de 316 persones, 223 eren actives i 93 eren inactives. De les 223 persones actives 202 estaven ocupades (99 homes i 103 dones) i 21 estaven aturades (6 homes i 15 dones). De les 93 persones inactives 29 estaven jubilades, 46 estaven estudiant i 18 estaven classificades com a «altres inactius».

### Ingressos
El 2009 a Salles-de-Barbezieux hi havia 166 unitats fiscals que integraven 404,5 persones, la mediana anual d'ingressos fiscals per persona era de 18.812 €.

### Activitats econòmiques
Dels 8 establiments que hi havia el 2007, 3 eren d'empreses de construcció, 1 d'una empresa de comerç i reparació d'automòbils, 1 d'una empresa de transport, 1 d'una empresa d'informació i comunicació, 1 d'una empresa de serveis i 1 d'una empresa classificada com a «altres activitats de serveis».
Dels 3 establiments de servei als particulars que hi havia el 2009, 1 era una fusteria i 2 lampisteries.
L'any 2000 a Salles-de-Barbezieux hi havia 17 explotacions agrícoles que ocupaven un total de 832 hectàrees.

## Equipaments sanitaris i escolars
El 2009 hi havia una escola elemental integrada dins d'un grup escolar amb les comunes properes formant una escola dispersa.

## Poblacions més properes
El següent diagrama mostra les poblacions més properes.